# تپه چونی
تپه چونی مربوط به عصر آهن است و در شهرستان آق قلا، ضلع شرقی، غربی جاده گمیشان، اینچه برون واقع شده و این اثر در تاریخ ۱۰ خرداد ۱۳۸۲ با شمارهٔ ثبت ۸۸۴۲ به‌عنوان یکی از آثار ملی ایران به ثبت رسیده است.